# Stregfarve
Stregfarven er en faktor ved undersøgelse og identifikation af visse mineraler. Man trækker det ukendte mineral hen over en uglaseret porcelænsplade. Hvis mineralet har en mindre hårdhed end porcelænet, afsættes en streg af fint pulver. Denne streg kan afvige fra mineralets farve. Således er stregfarven for pyrit grøn eller mørkebrun, selv om mineralet er messinggult med metalglans.